# Mannekes de Brussel·les
Els Mannekes de Brussel·les són una colla castellera de Brussel·les (Bèlgica) fundada el 2024. Vesteix amb camisa de color groc i està formada per una vuitantena de membres, la majoria catalans residents a la capital belga, però també d'altres nacionalitats.
La colla, nascuda del Casal Català de Brussel·les, va fer els primers passos a finals del 2023, en què van triar el color de camisa (groc) i el nom de la colla. El 4 febrer del 2024 la colla va celebrar el seu primer assaig.
Els Mannekes han descarregat com a principals castells el 3 de 6 amb agulla, el 4 de 6 i el 3 de 6. El seu bateig va ser el 19 d'octubre del 2024, a la Grand-Place de Brussel·les, amb el 3 de 6, el 4 de 6, un intent desmuntat de 3 de 6 amb agulla, el 3 de 5 amb l'agulla i un pilar de 4. Posteriorment, van assolir la seva millor actuació a la cinquena diada de colles internacionals a Berlin el 3 de maig de 2025, on van completar el 3 de 6, el 4 de 6, el 3 de 6 amb agulla, el 5 de 5 i un pilar de 4.

## Història
Abans de la creació dels Mannekes, Brussel·les havia acollit diades castelleres en sis ocasions. El 1958, la Colla Vella dels Xiquets de Valls va actuar a l'Exposició Universal, la primera actuació castellera fora de Catalunya. Hi van fer una cinquantena de castells, entre els quals el 3 de 7 i el 4 de 7, i van ser rebuts pel rei Balduí. El 1991, la Colla Jove Xiquets de Tarragona va actuar en una diada del Casal Català, també amb castells de 7; els Castellers de Vilafranca hi han actuat quatre vegades, el 1994, el 2010 i el 2014, fent-hi castells de vuit a la Grand Place en aquesta última ocasió; i els Castellers de Sants hi van actuar el 2003.
L'any 2013 hi va haver un primer intent de creació d'una colla castellera a Brussel·les, també dins de l'àmbit del Casal Català. Va arribar a comptar amb una vintena de membres, però la colla va acabar desapareixent. A finals del 2023, es van fer les primeres trobades al Casal Català de Brussel·les per engegar un nou projecte, i al febrer de l'any següent van començar els assajos.
Els primers mesos la colla va centrar-se a créixer, amb assajos al Centre Cultural Elzenhof d'Ixelles i, més tard, també al Parc del Cinquantenari i a Le 139, a Schaerbeek. A més d'evolucionar als assajos, els Mannekes van fer les primeres exhibicions per Sant Jordi i la Diada Nacional, en una diada a Elzenhof o en un acte de benvinguda als catalans acabats d'arribar al Benelux.

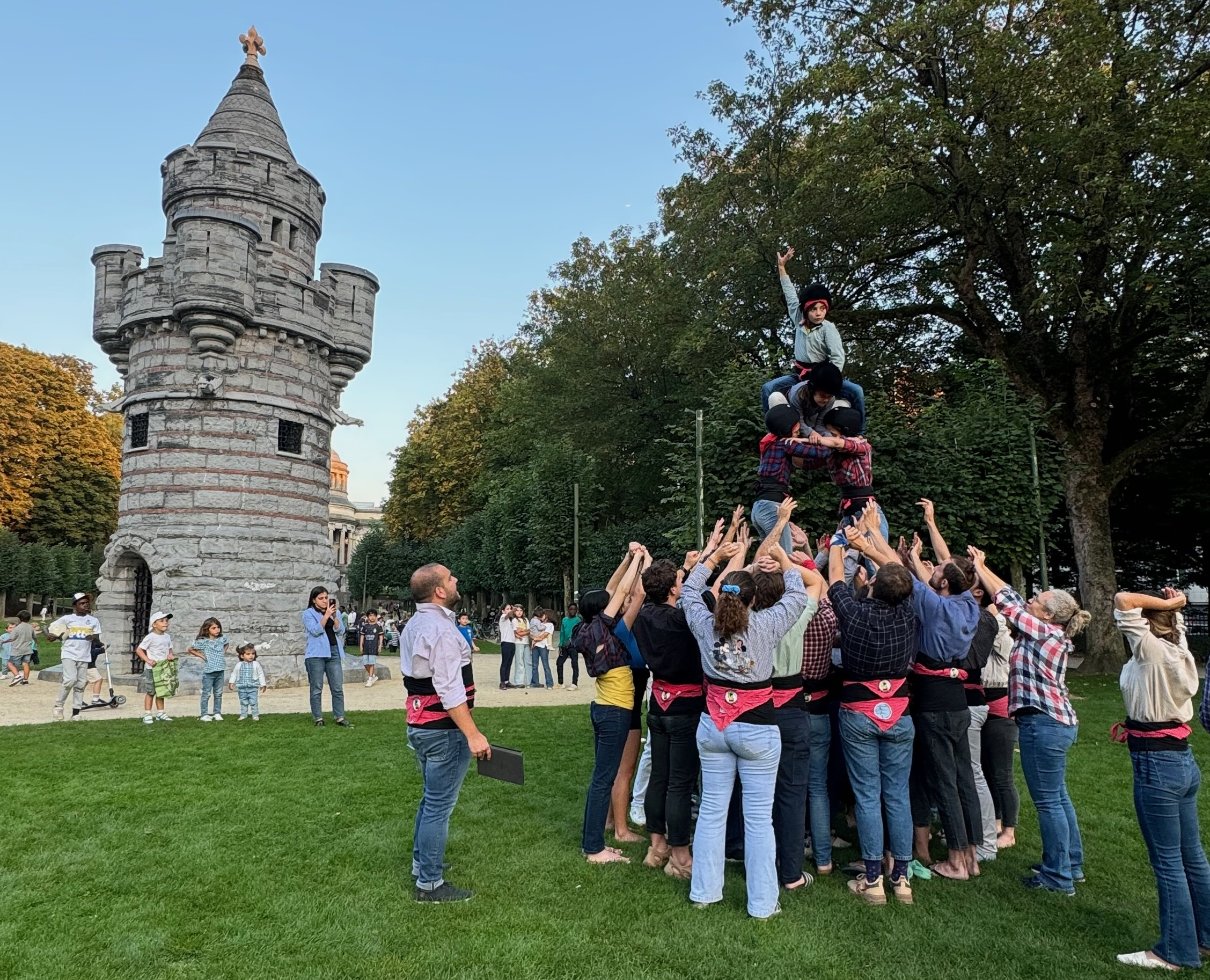
Assaig dels Mannekes al Parc del Cinquantenari, davant de la Torre de Beyaert, el setembre del 2024.

A l'octubre, la colla comptava amb una vuitantena de castellers: bona part, catalans residents a la capital belga, alguns dels quals membres de colles castelleres a Catalunya. També, però, comptava amb membres de diverses nacionalitats, com Bèlgica, Itàlia, Polònia, Hongria, Portugal, l'Índia o Espanya.
El 19 d'octubre del 2024 van realitzar la seva primera diada castellera a la Grand Place de Brussel·les acompanyats d'una de les seves colles padrines, la Colla Jove Xiquets de Tarragona. La colla belga hi va fer un 3 de 6, un 4 de 6, un intent desmuntat de 3 de 6 amb agulla i un 3 de 5 amb agulla, a més d'un pilar de 4 i quatre pilars de 3. També van aixecar castells davant del Manneken Pis i a la plaça de la Bourse.
A més de la Colla Jove, entre els padrins de la colla belga també hi ha els Castellers de Sant Cugat i els Minyons de Terrassa.

## Símbols
Mannekes prové del neerlandès, i al dialecte flamenc s'utilitza com a sinònim de nen: segueix, doncs, la tradició de diverses colles d'incorporar al seu nom sinònims de nen (Xiquets, Minyons, Nens...). A més, el nom també està inspirat en un dels símbols de la ciutat: el Manneken Pis.
L'escut de la colla representa l'enxaneta d'un pilar amb la vestimenta de la colla (camisa groga, faixa negra, pantalons blancs, mocador i casc) i recorda un personatge de còmic, un dels símbols de Bèlgica, amb l'Atomium, un altre dels edificis emblemàtics de Brussel·les, al fons.